# Criptoginia
La criptoginia es el fenómeno recurrente, a lo largo de la historia y en la mayoría de las culturas, de ocultación de las mujeres y referentes femeninos en diferentes ámbitos de la sociedad, especialmente los de mayor prestigio.
Para nombrar esta práctica, la poeta y filóloga Begonya Pozo y el filólogo Carles Padilla, ambos profesores de la Universidad de Valencia, acuñaron el término 'criptoginia' y lo difundieron públicamente por primera vez el 5 de febrero de 2020 en un artículo publicado en un diario digital. El 27 de noviembre del mismo año, la Academia Valenciana de la Lengua aprobó su incorporación al Diccionario Normativo Valenciano . Más tarde, el 8 de marzo de 2021, el diccionario de vasco Elhuyar Hiztegia incluyó la adaptación al vasco kriptoginia. En otras lenguas, como el castellano y el francés, aunque el término no haya sido todavía hecho oficial, ya se ha usado ( criptoginia y cryptogynie, respectivamente) en ámbitos académicos y en redes sociales. En Francia, por ejemplo, el curso 2021-2022 se organizó un seminario interuniversitario de literatura catalana con el título De la cryptogynie à la mediatisation des escrivaines : Felícia Fuster et Carmelina Sánchez-Cutillas, a propósito de las autoras catalanohablantes Felícia Fuster y Carmelina Sánchez-Cutillas .
El término 'criptoginia' está formado por dos lexemas griegos, crypto ('esconder, ocultar') y gyné ('mujer') que forman parte de otras palabras, en general cultismos, en catalán y en otras lenguas. De hecho, el equivalente en italiano (el sustantivo y el adjetivo correspondiente: criptoginia o crittoginia y criptogina ) se puede encontrar en algunos textos de biología en referencia a especies en las que la hembra u órganos femeninos no son visibles externamente. Por ejemplo, la cochinilla Suturaspis archangelskyae es descrita como «criptógena» y el diccionario Panlessico Italiano, de 1839, incluía el término crittoginia (con el sinónimo criptoginia) para describir un helecho acuático en el que el esporangio  queda oculto.
En el ámbito científico, la minimización u ocultación de la investigación y descubrimientos llevados a cabo por investigadoras, que se conoce como « efecto Matilda », es un caso de criptoginia. Al acuñar el término, Pozo y Padilla quisieron dar nombre a un fenómeno que era bien conocido en la historia de la ciencia y en la historia de la mujer, porque «la conciencia social se conforma con las acciones y omisiones, con los silencios y con las palabras: lo que no se incluye en el diccionario aparentemente no existe». Consideran que la ocultación de los logros de las mujeres o su infravaloración ha sido una violencia simbólica que se ha ido continuando en el tiempo.